# Список рыбных соусов

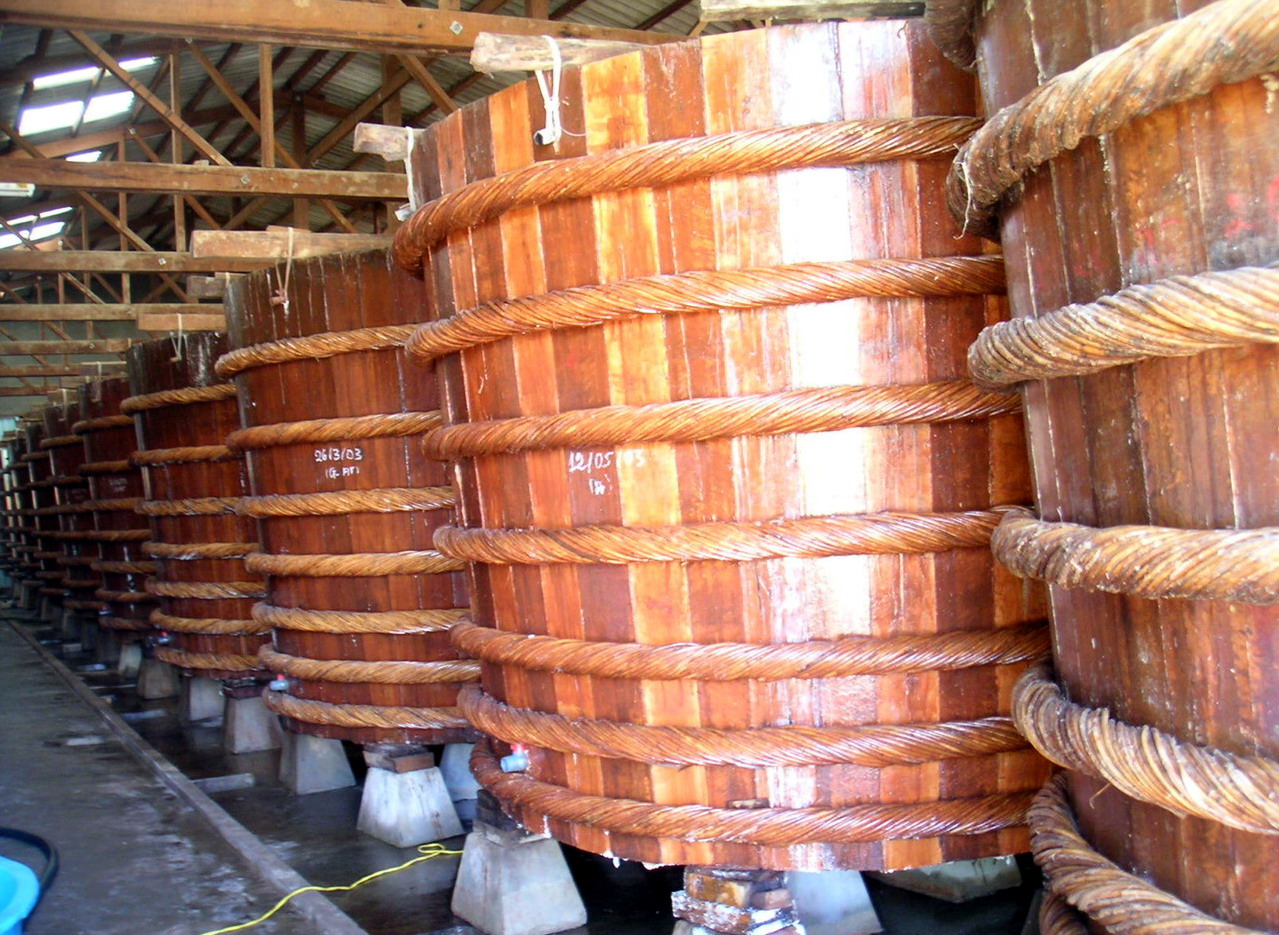
Ферментация рыбного соуса в больших бочках

Рыбный соус представляет собой жидкость янтарного цвета, полученную в результате ферментации рыбы с морской солью. Его используют в качестве приправы в различных кухнях. Рыбный соус является основным ингредиентом многих культур Юго-Восточной Азии и прибрежных регионов Восточной Азии, а также широко используется в камбоджийской, филиппинской, тайской и вьетнамской кухне.

## Рыбные соусы

### A
- Анчоусная эссенция — используется в качестве ароматизатора для супов, соусов и других блюд, представляет собой густой маслянистый соус розового цвета, состоящий из толченых анчоусов, специй и других ингредиентов.

### B

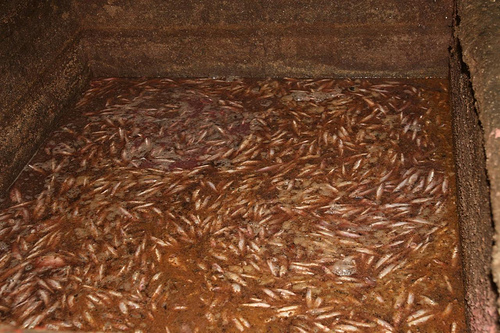
Bagoong

- Bagoóng — филиппинская приправа из частично или полностью ферментированной рыбы или креветок и соли.[1] В процессе ферментации также получается рыбный соус, известный как patís.[2]
- Bagoóng monamon — распространенный ингредиент, используемый в филиппинской кухне, особенно в кухне Северного Илокана. Его получают путем ферментации соленых анчоусов и используют в кулинарии.
- Bagoóng terong — распространенный ингредиент, используемый на Филиппинах и особенно в кухне Северного Илокана. Его готовят путем засолки и брожения красноглазки морской (Emmelichthys nitidus).
- Budu соус — хорошо известный ферментированный продукт из морепродуктов в Келантане, Малайзии, а также в Южном Таиланде. Традиционно его готовят путем смешивания анчоусов и соли в соотношении от 2:1 до 6:1 и дают бродить от 140 до 200 дней. Он используется в качестве ароматизатора и обычно употребляется с рыбой, рисом и сырыми овощами.

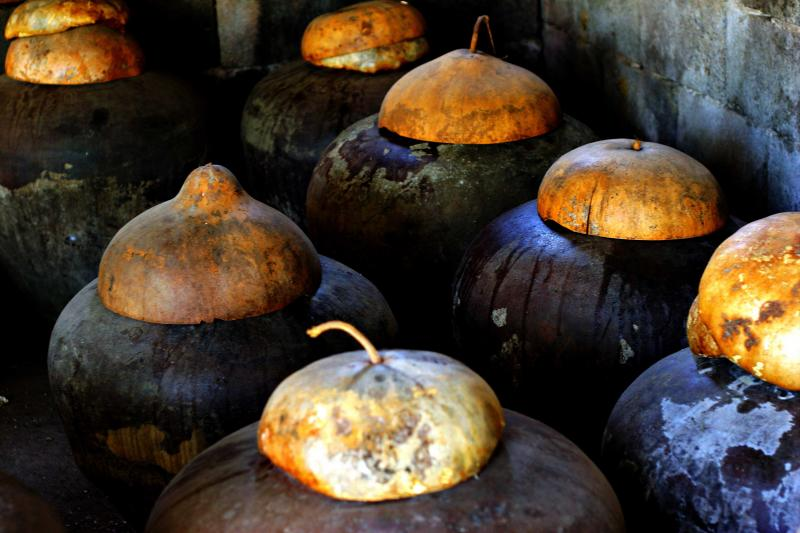
Bagoong ферментируется в банках burnay в провинции Северный Илокос, Филиппины
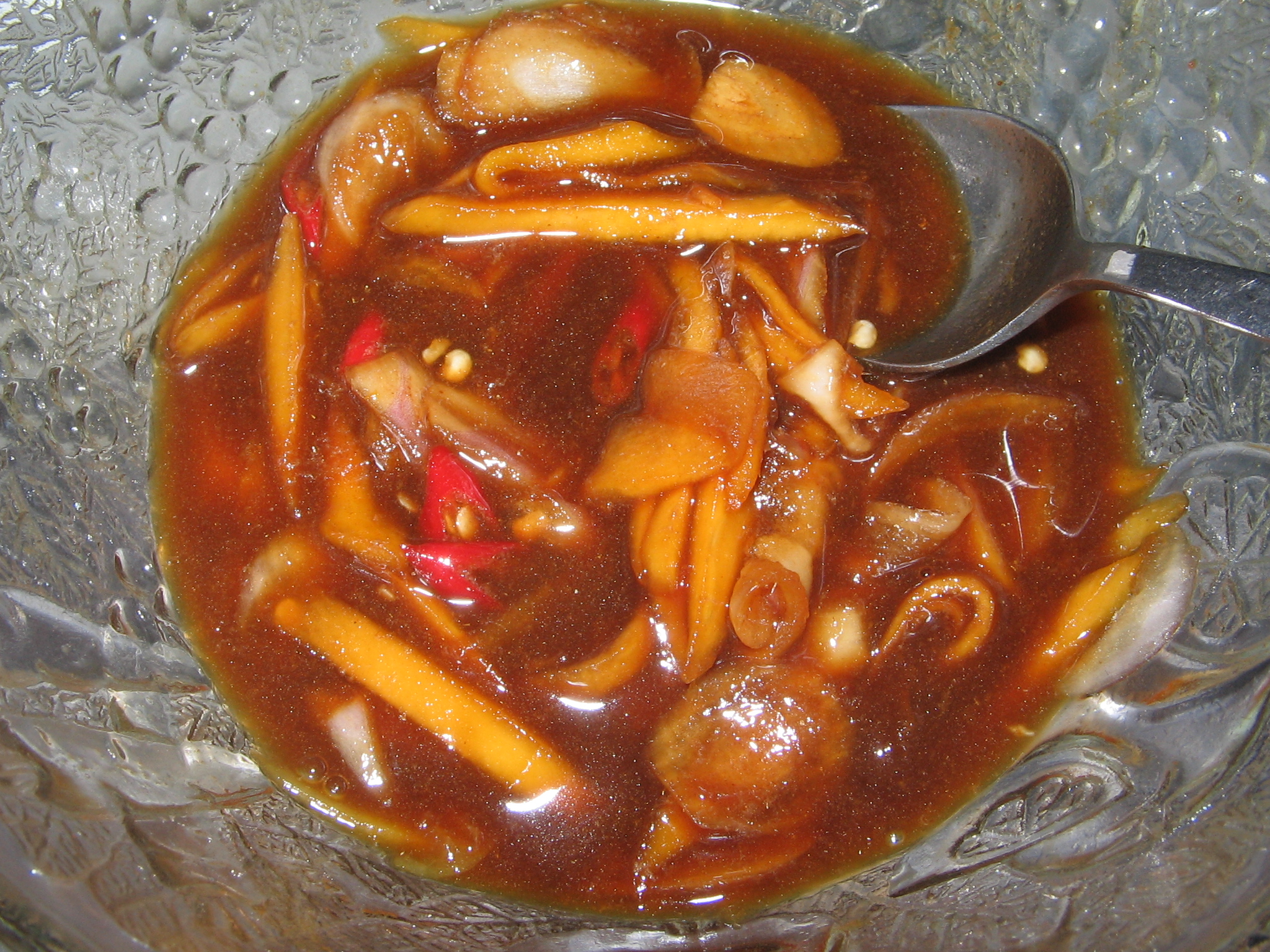
Соус Budu в Келантане, Малайзия

### C
- Cincalok — это малакканское блюдо, приготовленное из ферментированных небольших креветок или криля. Обычно его подают в качестве приправы вместе с перцем чили, луком-шалотом и соком лайма.
- Colatura di Alici — итальянский рыбный соус, приготовленный с анчоусами из небольшой рыбацкой деревушки Четара, Кампания.

### G

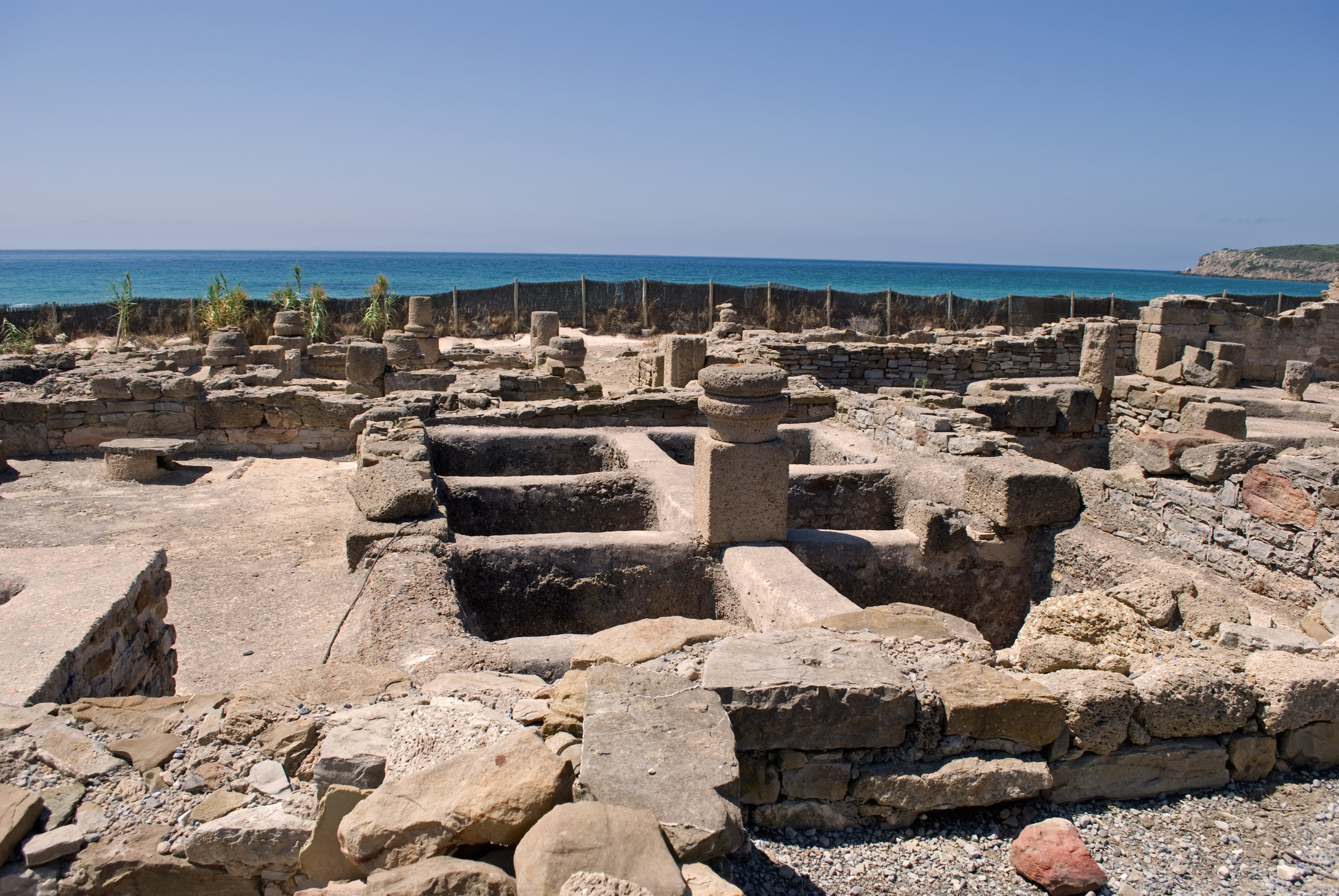
Руины фабрики гарум в Баэло Клаудиа, Испания

- Гарум — ферментированный рыбный соус, который использовался в кухнях Древней Греции, Рима и Византии. Гарум готовился из кишечника мелких рыб в процессе бактериальной ферментации.[3]

### M
- Mahyawa — острый рыбный соус, приготовленный из соленых анчоусов и таких ингредиентов, как семена фенхеля, семена тмина, семена кориандра и семена горчицы. Родом из южных прибрежных районов Ирана, он стал популярным продуктом питания среди арабских государств Персидского залива в результате миграции в регион персидских общин хувала и аджам.

### N
- Naam plaa — Таиланд.
- Nước mắm — Вьетнам.

### P
- Padaek — традиционная приправа лао, сделанная из маринованной или ферментированной рыбы, которая подверглась процессу вяления. Часто известный как Лаосский рыбный соус, это более густой, приправленный рыбный соус, который часто содержит кусочки рыбы в нем. Также широко употребляется в северо-восточном Таиланде (Исаан) и известен под лаосским названием.
- Рыбный соус Phu quoc — особая разновидность рыбного соуса производимого на острове Фукуок в юго-западном Вьетнаме. С 2001 года Департамент промышленной собственности правительства Вьетнама использует название «Рыбный соус Phu Quoc» в качестве товарного знака, и только зарегистрированным производителям разрешено использовать это название во Вьетнаме.[4]
- Pla ra — производится маринованием нескольких видов рыбы, в основном полосатого змееголова (Channa striata), рыбу очищают и разрезают на кусочки, после чего смешивают с солью и рисовыми отрубями.

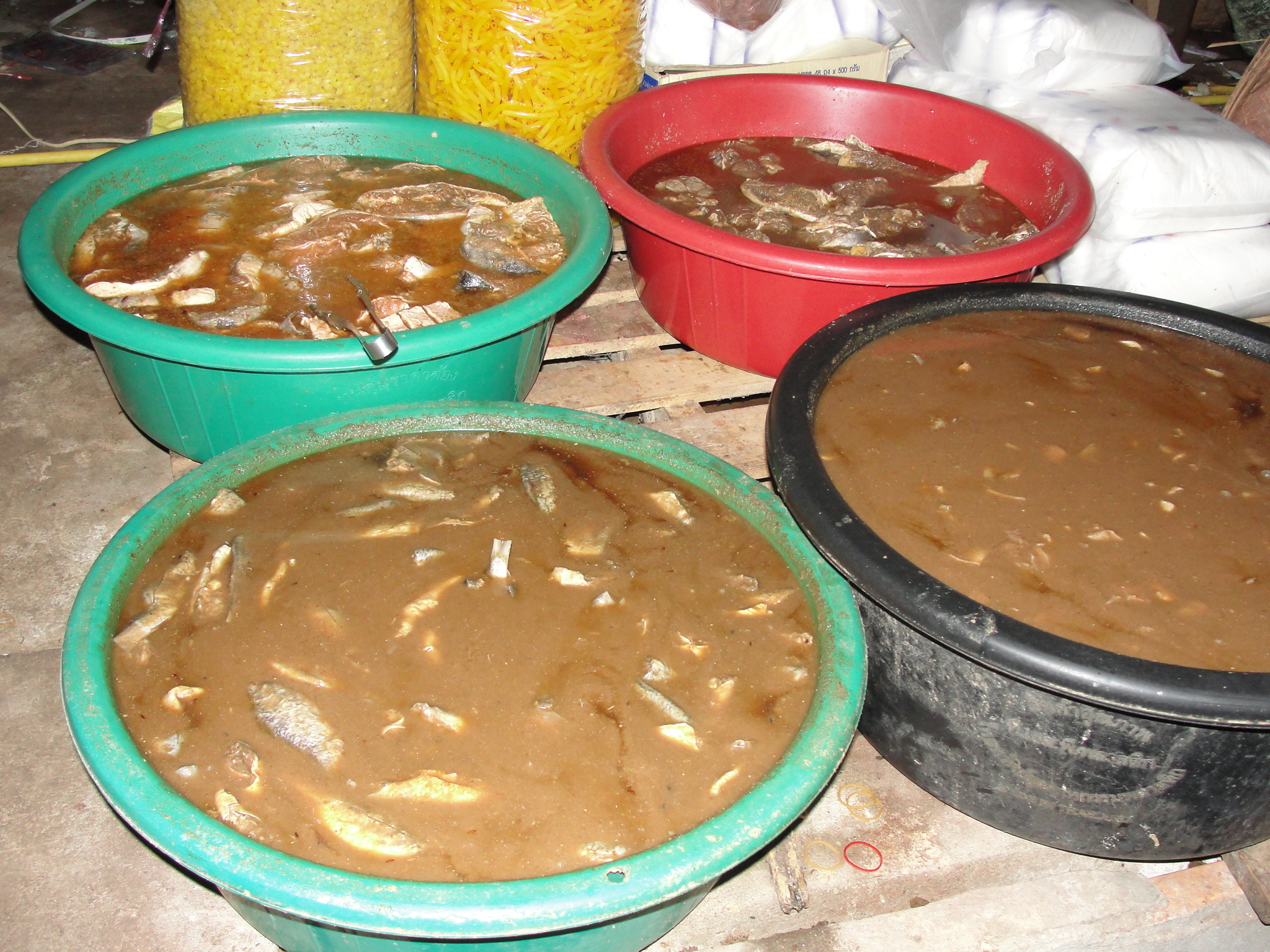
Рыбный соус на рынке во Вьентьяне, Лаос
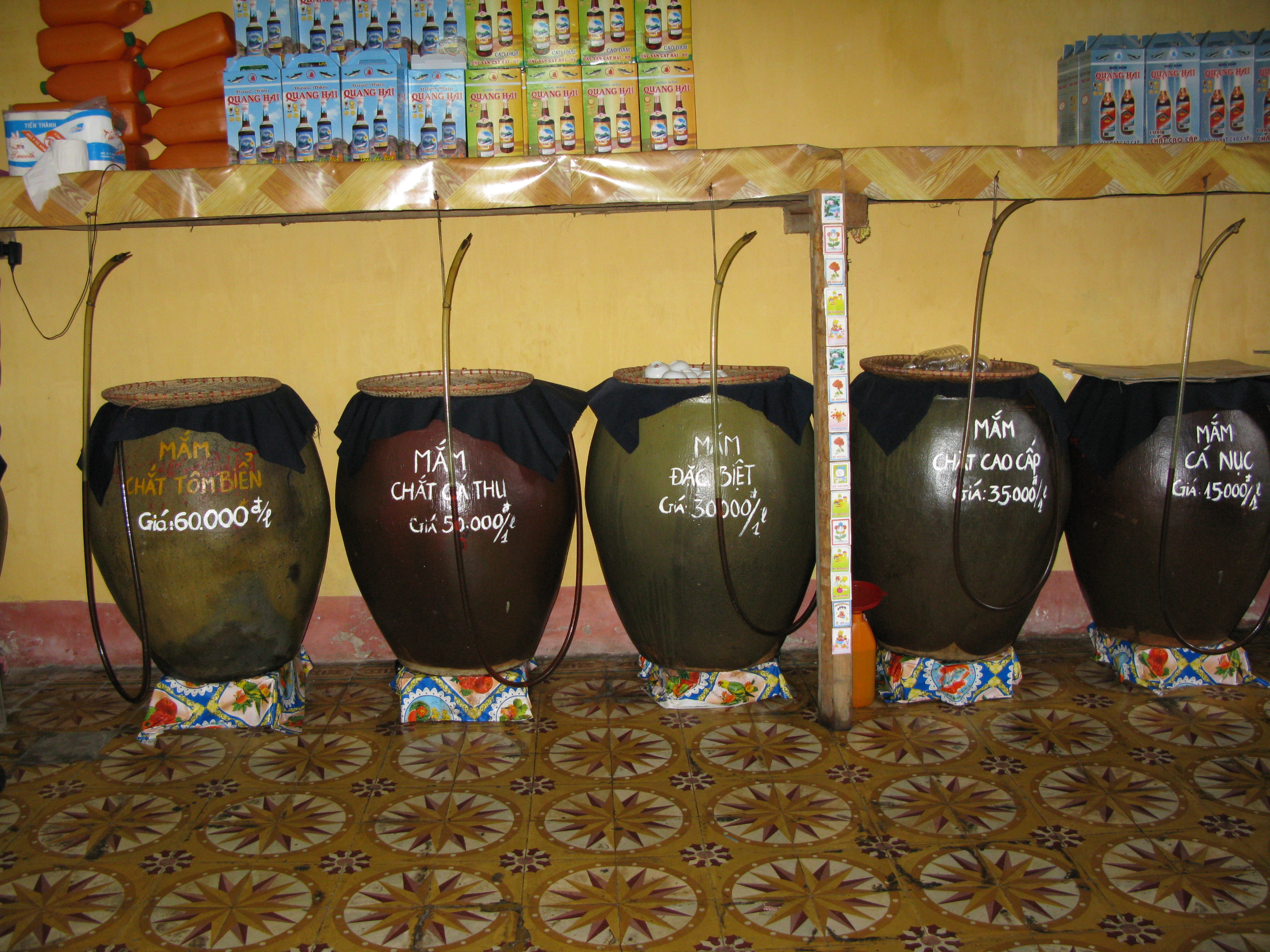
Большие контейнеры рыбного соуса для продажи во Вьетнаме
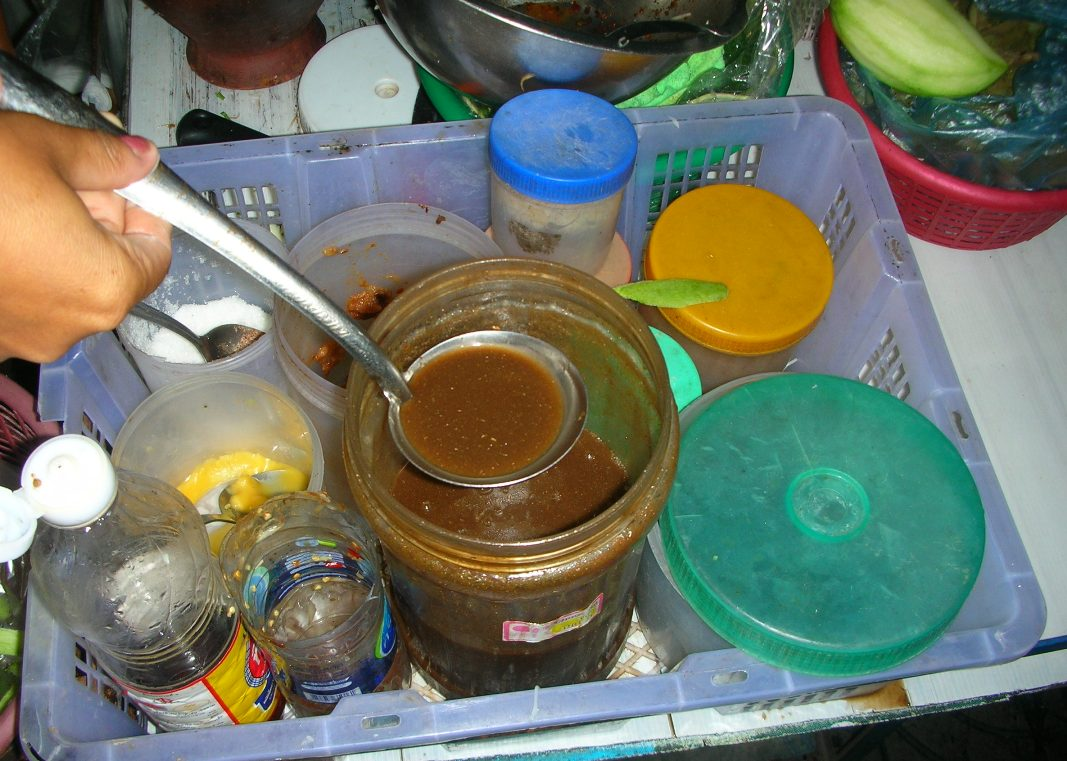
Pla ra в тележке продавца еды в Бангкоке, Таиланд

### S
- Shottsuru — острый региональный японский рыбный соус, обычно приготовленный из песчаной рыбы, и его производство связано с регионом Акита.

### W
- Вустерский соус — это ферментированная жидкая приправа из анчоусов, которая в основном используется для ароматизации мясных или рыбных блюд. Он возник в Вустере, Англия и был изобретен Джоном Ли и Уильямом Перринсом. Бренд Lea & Perrins был коммерциализирован в 1837 году и производился на нынешней фабрике Midlands Road в Вустере с 16 октября 1897 года.[5][6]

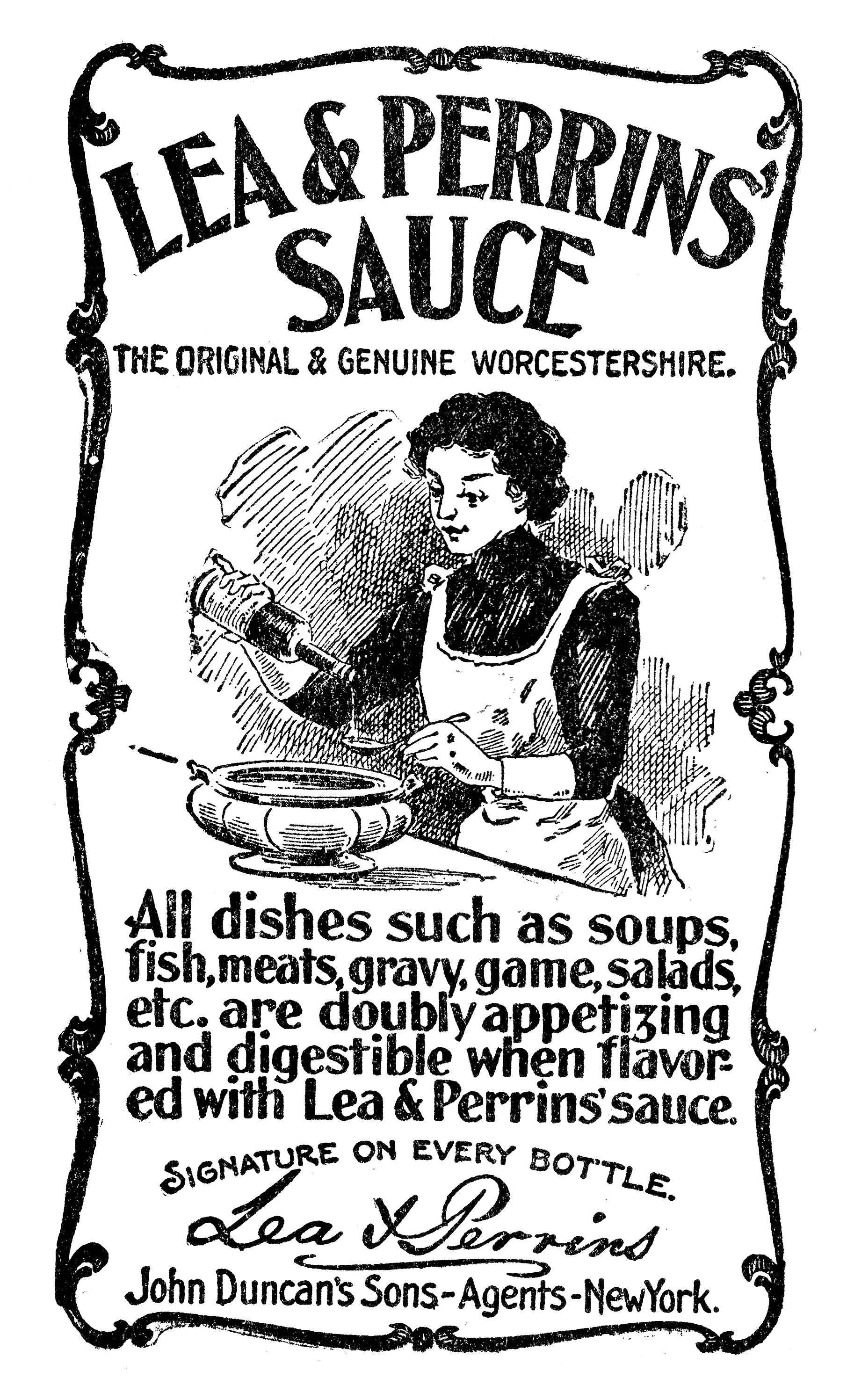
Реклама 1900 года для Вустерского соуса Lea & Perrins

## Дополнительное чтение
- Prichep, Deena. Fish Sauce: An Ancient Roman Condiment Rises Again. NPR (26 октября 2013).

## Внешние ссылки
- На Викискладе есть медиафайлы по теме Список рыбных соусов
- На Викискладе есть медиафайлы по теме Список рыбных соусов
- Определение термина «fish sauce» в Викисловаре